# 22 Leonis
22 Leonis, eller g Leonis, är en vit underjätte i stjärnbilden Lejonet.
22 Leonis har visuell magnitud +5,29 och är synlig för blotta ögat vid normal seeing. Den befinner sig på ett avstånd av ungefär 135 ljusår.